# Baby Get Up and Dance
Baby Get Up and Dance este un cântec produs de Yorgos Benardos și înregistrat de Andreea Bălan special pentru varianta mexicană a emisiunii Dansez pentru tine. Compoziția a fost inclusă un an mai târziu pe al cincilea album de studio al lui Bălan, SuperWoman.
Piesa a devenit una din cele mai de succes ale artistei, debutând în Romanian Top 100 înainte de lansarea propriu-zisă, atingând locul 41 în final, cea mai bună clasare a unui disc single al acesteia din ultimii trei ani. "Baby Get Up and Dance" a primit și o nominalizare în cadrul Romanian Top Hits 2008, la secțiunea "Girls - The Best Hit". Un disc single promoțional a fost lansat în Mexic, ca rezultat al popularității dobândite de muziciană acolo, în urma participării la emisiunea Bailando per el mundo. "Te joci cu mine" a fost inclus pe fața B.